# Вазара
Ва́зара (ест. Vasara küla) — село в Естонії, у волості Вільянді повіту Вільяндімаа.

## Населення
Чисельність населення на 31 грудня 2011 року становила 54 особи.

## Історія
З 7 травня 1992 до 5 листопада 2013 року село входило до складу волості Війратсі.